# Heterosilpha aenescens
Heterosilpha aenescens – gatunek chrząszcza z rodziny omarlicowatych.
Chrząszcz o ciele długości od 14 do 18 mm. Ma głowę o małych oczach, w widoku grzbietowym rozdzielonych o 4 swoje szerokości. Poprzeczne, najszersze w pobliżu nasady, czarno ubarwione przedplecze gęsto pokrywają jednorodne punkty. Na każdej pokrywie występują trzy żeberka z odgałęzieniami na boki. Barwa pokryw jest czarna, niejednokrotnie z metalicznym połyskiem. Wierzchołki pokryw u obu płci są niewydłużone. Samce mają dwie początkowe pary odnóży z nierozszerzonymi tarsomerami, co odróżnia je od H. ramosa.
Owad nearktyczny. Rozprzestrzeniony od południowego Oregonu przez wybrzeże Kalifornii po północną Kalifornię Dolną.